# Live in Concert/Równowaga strachu/2 ostatnie piosenki
Recydywa in Concert Rura 86/Równowaga strachu/2 ostatnie piosenki – wznowienie albumów muzycznych wydanych przez zespół Recydywa wydane 26 maja 2006 roku.
Płyta CD zawiera dwa (jedyne) albumy, które wydała grupa Recydywa Blues Band (później Recydywa): debiutancki In Concert z występów w klubie Rura oraz drugi, już studyjny - Równowaga strachu (uwaga: bez pierwszego i ostatniego utworu z płyty winylowej). Jako bonus zamieszczono "2 ostatnie piosenki", które miały znaleźć się na planowanym nowym albumie zespołu (utwory te  nagrywane były w składzie Pluszcz/Mrożek/Marut, teksty - Barbara Łuszczyńska).

## Lista utworów
1. "Midnight Blues" (Recidive) 6:12
2. "Ain’t Ya Coming Home Baby" (Mick Abrahams) 6:20
3. "You Don’t Love Me" (trad.) 4:20
4. "Lucyna" (Recidive, Gwoździowski) 2:05
5. "Hoochie Coochie Man" (Willie Dixon) 7:02
6. "Blues For Annie" (Recidive) 4:02
7. "Little Sue" (Recidive) 7:02
8. "Miłość bez pardonu" 4:10
9. "Za dużo wódki" 4:26
10. "Wysoki Sądzie" 4:40
11. "PKP" 3:56
12. "Równowaga strachu" 3:56
13. "Fizyka stałych ciał" 5:42
14. "Nasze boogie" 3:50
15. "Kac gangstera" 3:59
16. "Bez kobiety" 3:27

W nagraniach 1-7 (Recydywa in Concert) udział brali:
Andrzej Pluszcz - gitara basowa, śpiew; Aleksander Mrożek - gitara; Ireneusz Nowacki - perkusja .
W nagraniach 8-14 (Równowaga strachu): Andrzej Pluszcz - gitara basowa, śpiew; Krzysztof Mandziara - gitara; Ireneusz Nowacki - perkusja; Paweł Noszkiewicz - harmonijka.
W nagraniach 15-16 ("2 ostatnie piosenki"): Andrzej Pluszcz - gitara basowa, śpiew; Aleksander Mrożek - gitara; Kazimierz Marut - perkusja.